# Paul Fleischmann
Paul Theodor Fleischmann (* 23. September 1889 in Freiburg in Schlesien; † 7. Juni 1965 in West-Berlin) war ein deutscher Politiker (SPD).

## Leben
Fleischmann war in den Jahren 1925 bis 1933 Vorsteher der Stadtverordnetenversammlung von Nowawes. Von 1948 bis 1953 amtierte er unter verschiedenen Titeln als Berliner Senator für Arbeit. Ab 1958 bis zu seinem Tod war Fleischmann Mitglied des Abgeordnetenhauses von Berlin. Zusätzlich stand er in den Jahren 1952 bis 1957 als Präsident dem Berliner Landesarbeitsamt vor.

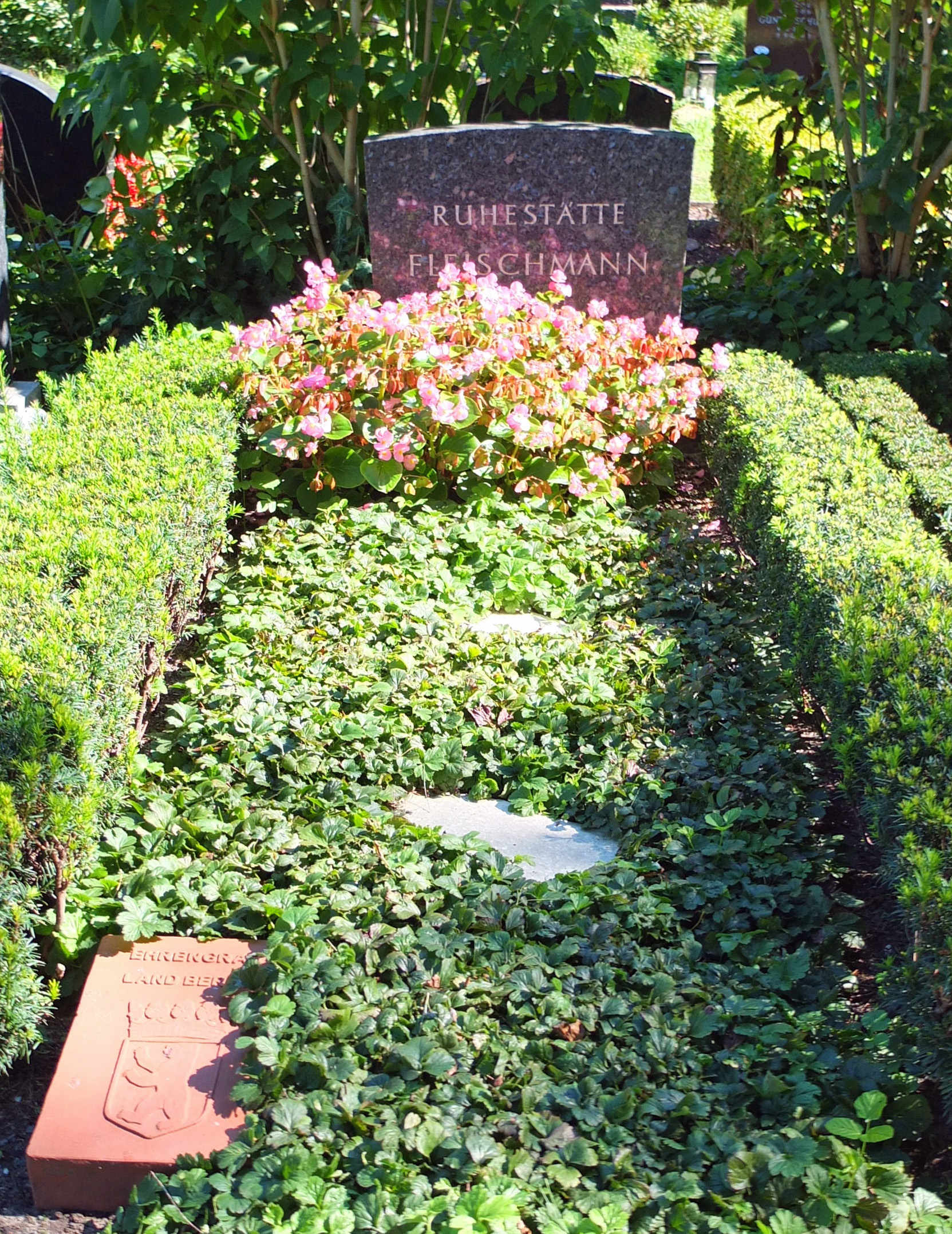
Ehrengrab von Paul Fleischmann auf dem Friedhof Zehlendorf in Berlin

Paul Fleischmann starb im Juni 1965 im Alter von 75 Jahren in Berlin. Sein Grab befindet sich auf dem Friedhof Zehlendorf. Die letzte Ruhestätte von Paul Fleischmann ist als Ehrengrab des Landes Berlin gewidmet. Da Fleischmann Stadtältester von Berlin war, ist die Widmung – im Unterschied zur Mehrzahl der Berliner Ehrengräber – zeitlich nicht befristet.

## Ehrungen
- 1957: Großes Verdienstkreuz mit Stern der Bundesrepublik Deutschland
- 1959: Verleihung der Ernst-Reuter-Plakette
- 1964: Stadtältester von Berlin

## Würdigungen
- Ehrengrab auf dem Friedhof Zehlendorf